# Burgstall Schillwitzhausen
Der Burgstall Schillwitzhausen ist eine abgegangene mittelalterliche Niederungsburg in Schillwitzhausen, einem Gemeindeteil der Stadt Geisenfeld im Landkreis Pfaffenhofen an der Ilm von Bayern. Die Anlage wird als Bodendenkmal unter der Aktennummer D-1-7235-0379 als „Burgstall des hohen und späten Mittelalters“ geführt.

## Lage
Der Burgstall liegt in Niederungslage auf 369 m ü. NHN 80 m nördlich der Filialkirche St. Nikolaus von Schillwitzhausen. Im Urkataster von Bayern ist eine quadratische Anlage mit 50 m Seitenlänge zu erkennen, dabei ist durch einen Ringgraben von 10 m Breite ein 25 × 50 m großes Burgareal umschlossen. Der Wassergraben wurde von dem 85 m östlich vorbeifließendem Augraben gespeist. Die Anlage ist heute modern überbaut und von der Burg nichts mehr zu sehen.